# بانوان اداره
بانوان اداره (انگلیسی: Office Ladies)، یک پادکست است که توسط جینا فیشر و آنجلا کینزی میزبانی می‌شود و نخستین بار در سکوی ایروولف در ۱۹ اکتبر ۲۰۱۹ منتشر شد. در هر قسمت از این پادکست، جینا فیشر و آنجلا کینزی که در مجموعه‌ی اداره در نقش‌های پم بیزلی و آنجلا مارتین بازی می‌کردند، «قسمت‌های مورد علاقه‌شان را ساختارشکنی می‌کنند»  و درباره‌ی اتفاقات پشت صحنه که «فقط کسانی که آنجا بودند می‌دانند» صحبت می‌شود و به پرسش‌های طرفداران پاسخ داده می‌شود. برخی اوقات با ستاره‌های مهمان یا تولیدکنندگان یا نویسندگان پیشین نیز مصاحبه می‌شود. این پادکست قصد دارد که تمامی قسمت‌های اداره در نه فصل آن را پوشش دهد.